# Deux chansons
Dvě písně
Les Deux chansons (en tchèque : Dvě písně), op. 4, est un recueil de deux mélodies écrites par la compositrice Vítězslava Kaprálová, composées en 1932.

## Contexte et création
Elle compose en 1932 ses Deux chansons sur des textes tirés du recueil De simples fleurs de Richard Bojko, nom de plume d'Alois Horák, dont les textes avaient été déjà choisis par Václav Kaprál pour son Quatuor à cordes avec baryton solo.

## Structure
L'œuvre se compose de deux mélodies :
1. Le Matin (en tchèque : Jitro)
2. Délaissée (en tchèque : Osiřelí)

## Analyse

### Le Matin
La première mélodie est en si bémol majeur et contient déjà ce qui fera le succès de mélodiste de la compositrice. On trouve ainsi une atmosphère qui rend l'ambiance du poème ainsi qu'une prosodie proche des rythmes et des inflexions de la langue tchèque. Ainsi, les oiseaux décrit dans le poème sont représentés dans le bref prélude par un accord brisé ascendant en triolets de doubles croches. L'aspect exalté grandit et croit en intensité dans la section suivante pour atteindre son climax au moment où elle reprend aussi le matériau thématique du début avant de conclure sur un bref retour de la deuxième partie.

### Délaissée
Pour Nicolas Derny, le choix du poème reflète peut-être les états d'âme de la compositrice qui est alors éloignée de sa famille et de ses amis. La forme en est indéterminée, oscillant entre la forme tripartite A-B-A et la forme durchkomponiert. La tonalité, de do mineur, bien qu'elle soit ponctuellement en ré bémol majeur, rend parfaitement l'impression de solitude. Il n'y a pas de prélude pianistique à la mélodie où la voix oscille entre sol et si bémol pendant que le piano joue des triolets. Le calme revient, même si les triolets de croches et de noires restent présents à la voix, pour décrire les « figures douces et imprécises voilées de tulle blanc », geste qui s'agrandit aux dessus d'accords parallèles. La mélodie se clôt par une répétition presque littérale de la première phrase et un bref poslude apaisé qui se conclut sur un accord de do majeur.